# Оук Хил (Тенеси)
Оук Хил (енгл. Oak Hill) град је у америчкој савезној држави Тенеси.

## Демографија
По попису из 2010. године број становника је 4.529, што је 36 (0,8%) становника више него 2000. године.
| Група             | 2000.         | 2010.         |
| Белци             | 4.302 (95,7%) | 4.307 (95,1%) |
| Афроамериканци    | 44 (1,0%)     | 63 (1,4%)     |
| Азијати           | 74 (1,6%)     | 79 (1,7%)     |
| Хиспаноамериканци | 34 (0,8%)     | 47 (1,0%)     |
| Укупно            | 4.493         | 4.529         |